# 泽普国营林场
泽普国营林场，是中华人民共和国新疆维吾尔自治区喀什地区泽普县下辖的一个乡镇级行政单位。

## 行政区划
泽普国营林场下辖以下地区：
泽普县亚斯墩林场虚拟村。